# Cepheus pustulatus
Cepheus pustulatus är en kvalsterart som först beskrevs av Pearce 1910.  Cepheus pustulatus ingår i släktet Cepheus och familjen Cepheidae. Inga underarter finns listade i Catalogue of Life.